# 尿道下裂
尿道下裂（にょうどうかれつ、英: Hypospadias）は男性胎児発育における陰茎の変異であり、尿道が陰茎尖端の通常位置とは異なる位置に開口する。欧米では男性生殖器系の先天性疾患としては2番目に多く、出生時の男児250人に1人が罹患しており、軽症例を含めると、新生男児の最大4%に見られる。日本では男児1,000～1,200人に1人程度である。およそ90%の症例は、尿道口が亀頭近辺にある、それほど重篤ではない遠位性尿道下裂であり、残りの症例は近位性尿道下裂で、尿道口が陰茎軸の中部から根元、陰嚢付近、または陰嚢部にある。一般的に尿道口から亀頭の先端まで、尿道の発生原基である光沢のある組織（尿道板）が伸びている。
殆どの場合、包皮があまり発達しておらず、陰茎を完全に包んでいないため、亀頭の裏側が露出している。また、一般に陰茎索や陰茎弯曲と呼ばれる陰茎の下方への屈曲が生じることがある。陰茎索は、手術の際に遠位型の10%、近位型の50%にみられる。また、陰嚢位置が陰茎の両側で通常より高くなることがある（陰茎陰嚢転位）。
遺伝的要因と出生前ホルモンなどの環境的要因の両方が調査されてきたが、尿道下裂の原因は不明である。別のモデルでは、尿道下裂は、性的発達を方向づけるエピジェネティックなマーカーが消去されない結果として生じると考えられている。殆どの場合、尿道下裂は他の変異を伴わずに単独で発生するが、約10%の症例では、性分化疾患や複数の異常を伴う医学的症候群の一部である可能性がある。
最も一般的な関連疾患は潜在精巣で、遠位性尿道下裂の乳児の約3%、近位性尿道下裂の乳児の約10%で報告されている。尿道下裂と潜在精巣の組み合わせは、時に、その子供が性発達に異常を来していることを示すので、その子供が塩分消耗を伴う先天性副腎過形成症や、早急な医学的介入が必要なその他の疾患でないことを確認するために、追加の検査が勧められることがある。それ以外の場合、新生児の尿道下裂では、血液検査やX線検査は通常不要である。
尿道下裂は、性発達に違いがあることを示す症状または徴候である可能性があるが、尿道下裂の存在だけでは、性発達に相違/変異がある人、またはインターセックスとして分類するには不充分であるとも考えられる。殆どの場合、尿道下裂は他の疾患と関連していない。幾つかのインターセックスの権利活動家グループによって、インターセックスの症状と見做されることがある。彼らは、同意を得るにはまだ幼い子供に、機能している尿道の位置を変えることは人権侵害であると考えている。

## 徴候・症状
通常、尿道下裂の陰茎は特徴的な外見をしている。尿道口が通常より低いだけでなく、包皮が部分的にしか発育していないことが多く、亀頭を裏側から覆う通常の量が不足しているため、亀頭が頭巾で覆われたような外観を呈する。しかし、包皮が部分的に発育している新生児が必ずしも尿道下裂であるとは限らず、通常の場所に尿道口があり、包皮がフード状になっているものもあり、「尿道下裂を伴わない陰茎弯曲」と呼ばれる。
また、陰茎包皮が典型的で、尿道下裂が隠されている場合もある。これは「正常包皮巨大尿道」と呼ばれる。この症状は、新生児の割礼の際に発見されるか、あるいは小児期の後半になって包皮が翻転し始めたときに発見される。

### 分類

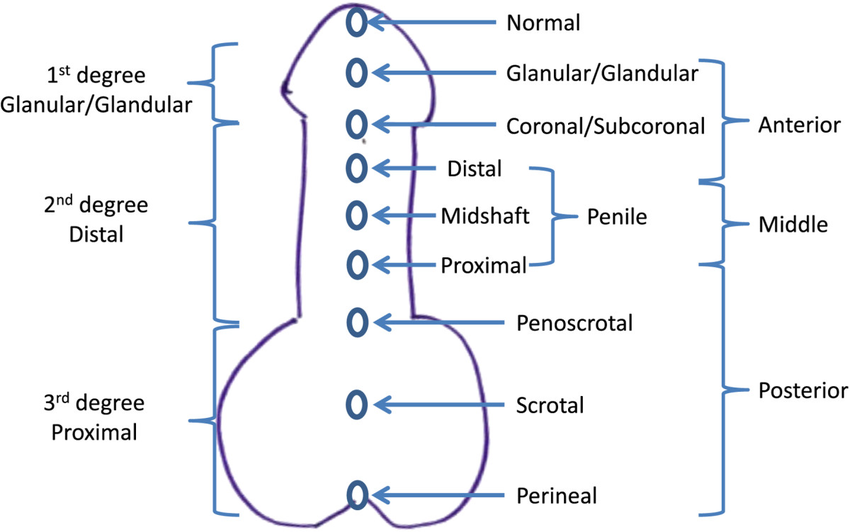
尿道口の位置による尿道下裂の分類

尿道口の開口部は陰茎先端から陰嚢・会陰部まで分布する。尿の出口の位置によって、近位型と遠位型に区別する場合や、上部型（Anterior）、中部型（Middle）、下部型（Posterior）に分類する場合などがある。

### 合併症
尿道下裂患者では、特に陰茎索（陰茎の下方への湾曲）を伴う場合に勃起障害が増加することが指摘されている。通常、尿道下裂が遠位であれば、射精能力への影響は最小限である。これは、後部尿道弁の併存によっても影響を受ける。しかし、射精時に痛みを感じる割合が増加したり、射精が弱々しい/滴り落ちるなど、射精に関連する問題が増加する。これらの問題の発生率は、尿道下裂が外科的に矯正されたか否かに拘らず同じである。

## 原因

### 遺伝子と出生前ホルモン分泌
尿道下裂は出生時より存在し、その原因は依然として不明であるが、遺伝子や子宮内環境の影響が提唱されている。男性と女性の胎児の性分化は、出生前の性ホルモンの影響下で起こる。ヒトの場合、外性器の発達はホルモンに依存しない初期段階（妊娠5〜8週）とホルモンに依存する後期段階（8〜12週）に分けられる。一つの仮説として、非定型的なアンドロゲンへの暴露、または分化過程への干渉が、尿道下裂を生じさせる可能性が指摘されている。

### エピジェネティック遺伝仮説
一卵性双生児の片方が尿道下裂で生まれた場合、遺伝子と出生前のホルモン環境を共有しているにもかかわらず、もう片方の児が尿道下裂になる確率は25%に過ぎない。動物実験では、胎児発育初期にアンドロゲン拮抗薬を投与すると、尿道下裂や潜在精巣の発生率が高くなることが判明しているが、ヒトではこれらの形質が同時に発生することは稀である。さらに、循環血中のテストステロン量は、胎児の発育中ずっと、男性胎児と女性胎児で大きな差はない。Riceらは、性的二型発生は幹細胞発生中に形成されるエピジェネティックマーカーによって起こり、XX胎児ではアンドロゲンシグナルを鈍らせ、XY胎児では感受性を高めると提唱している。このマーカーが性的に拮抗し、エピジェネティックマークのサブセットが世代を超えて受け継がれる場合、異性の子孫に性発生のモザイクが生じると予想され、母親から息子に受け継がれた場合、時に外性器が女性化し、尿道下裂や潜在精巣が生じる。2012年と2013年に行われた2つの小規模サンプル研究では、尿道下裂患者のトランスクリプトームとメチロームに変化が見られた。2022年の研究では、さらに尿道下裂患者の包皮組織で非典型的なエピジェネティックメチル化の証拠が発見された。ライス博士のモデルを支持あるいは反証するには、現在利用可能な技術でさらに検証する必要がある。

## 治療
尿道下裂が子供の生殖器の曖昧さとして見られる場合、世界保健機関（WHO）の標準的なケアは、子供がインフォームド・コンセントに参加できる年齢になるまで手術を遅らせることである。尿道下裂は深刻な病状ではない。亀頭組織に囲まれていない尿道口は、尿が飛び散る可能性が高く、確実に立位で放尿できないため、座位で排尿することがある。陰茎索は異なる疾患であるが、これが起こると陰茎が下方に湾曲するため、性的挿入が困難になる。これらの理由で、尿道下裂の患者は、皮膚移植を使用して尿道を外科的に再建する尿道形成術を選択することがある。
手術では、患者の希望に応じて、尿道の陰茎先端までの延長、陰茎の弯曲の解除、割礼、包皮の絞扼の解除（陰茎包皮形成術）が可能である。尿道形成術の失敗率は実に様々で、経験豊富な外科医による正常な尿道の損傷に対する最も簡単な修復でも5%程度、口の中から頬移植片を移植して尿道を延長する場合は15～20%、他の皮膚から尿道管を形成する場合は50%近くにもなる。
尿道下裂が広範囲に及ぶ場合（第3度／陰茎陰嚢尿道下裂）、あるいは陰茎索や潜在精巣のような性発達に関連した差異がある場合、最良の処置はより複雑になり得る。世界標準（国連およびWHO）は、患者のインフォームド・コンセントなしに、「正常な」外見を得るために必要でない手術を施行することを禁じており、米国小児科学会（AAP）は現在、同じ基準を推奨しているが、必須とはしていない。AAPの小児ケア・テキストには、「性器が曖昧な患者の性別決定は、学際的チームによる慎重な調査の後にのみ行われるべきである。子供が意思決定プロセスに参加できるようになるまで、外科的決断は先延ばしにする。」と書かれている。核型と内分泌の評価を行い、健康上の重大なリスク（塩分消耗など）を伴うインターセックス状態やホルモン欠乏を発見すべきである。陰茎が小さい場合、尿道修復が成功する可能性が高まるのであれば、手術前に陰茎を増大させるために、同意を得てテストステロンまたはヒト絨毛性ゴナドトロピン（hCG）注射を行うことができる。
重度の尿道下裂の外科的修復には、複数回の手術と粘膜移植が必要な場合がある。しばしば包皮の皮膚が移植に使用されるので、修復前の割礼は避けるべきである。重度の尿道下裂患者では、手術によって瘢痕、湾曲、尿道瘻、憩室、狭窄の形成など、満足のいく結果が得られないことが多い。瘻孔は尿道に沿って皮膚を貫通する不要な開口部であり、尿漏れや異常な尿流を引き起こす可能性がある。憩室は、尿道の内壁が飛び出したもので、尿の流れを乱し、排尿後の尿漏れの原因となる。狭窄とは、尿の流れを妨げるほど尿道が狭くなることを指す。近年、経験豊富な施設では、III度の修復であっても合併症の発生率が低下している（例えば、瘻孔の発生率は5%以下）ことが報告されている。しかし、重度の尿道下裂に対する尿道形成術の合併症は、失敗と修復により長期間手術を繰り返すこと繋がり、副作用として性機能や排尿機能の喪失が起こる可能性がある。研究によると、尿道形成術は病気や怪我ではなく、生まれつきの状態を矯正する場合に失敗率が高くなるため、尿道下裂の手術を検討している患者や家族は、リスクと利益について正しく理解すべきである。

### 手術を実施する年齢
手術の結果は、おそらく修復を行う年齢には影響されない。

### 術前ホルモン投与
ホルモンは陰茎の大きさを増大させる可能性があり、陰茎が小さい尿道下裂の小児に使用されている。テストステロン注射や外用クリームが陰茎の長さと周囲長を増加させることを報告した論文は数多くある。しかし、この治療が矯正手術の成功に与える影響について論じた研究はほとんどなく、相反する結果となっている。

### 手術
尿道下裂が亀頭直下（glanular）や亀頭冠部（coronal）のような軽度のものであり、尿道口径が良好で、尿の流れが良く、前方に向いていれば、手術は必ずしも必要ではない。
尿道下裂の手術は全身麻酔で行われるが、多くの場合、全身麻酔の必要性を減らして手術後の不快感を最小限にするために、陰茎の神経麻酔や仙骨麻酔を行う。
過去100年間、尿道管を希望の位置まで延長するために、多くの手技が用いられてきた。今日、最も一般的な手術は、尿細管切開プレート修復術として知られ、尿道板を低位尿道口から亀頭端まで筒状に形成する手技である。TIP修復はスノッドグラス修復とも呼ばれ、世界で最も広く使用されている尿道下裂修復の術式である。この方法は、すべての遠位尿道下裂修復に使用でき、合併症は症例の10%未満である。
近位部尿道下裂の修復に関しては、充分なコンセンサスが得られていない。陰茎が直茎または軽度の下方湾曲がある場合は、TIP法による修復が可能であり、85%が成功している。あるいは、包皮を利用して尿路を再建する方法もあり、55%～75%の成功率が報告されている。
殆どの遠位尿道下裂および多くの近位尿道下裂は1回の手術で改善する。しかし、陰嚢に尿道口があり、陰茎が下方に曲がっている最も重症の場合は、2段階の手術で矯正されることが多い。その場合、最初の手術では弯曲を矯正し、2回目で、尿道が完成する。合併症がある場合は、修復のための追加手術が必要になることがある。

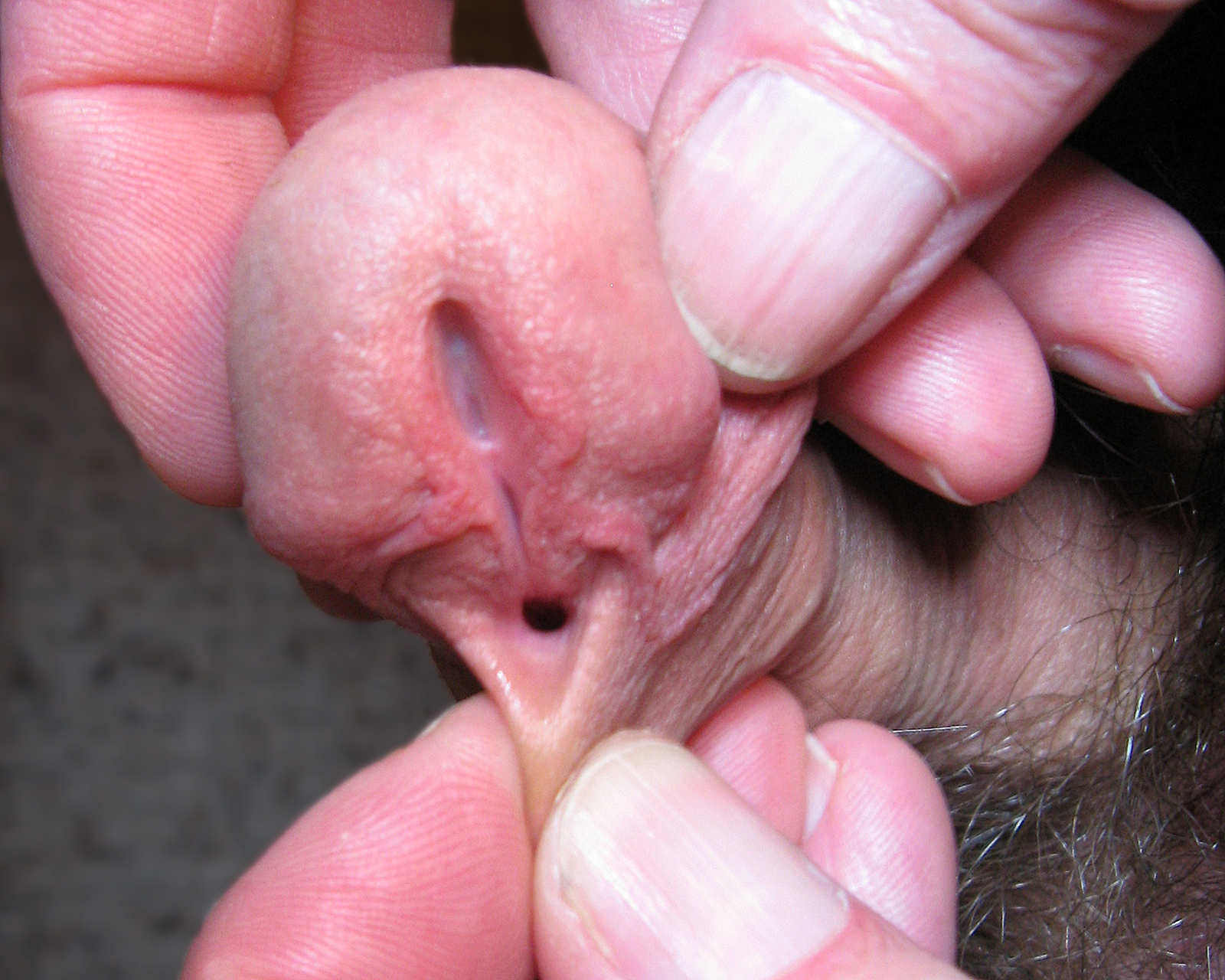
尿道下裂の例（Coronal）
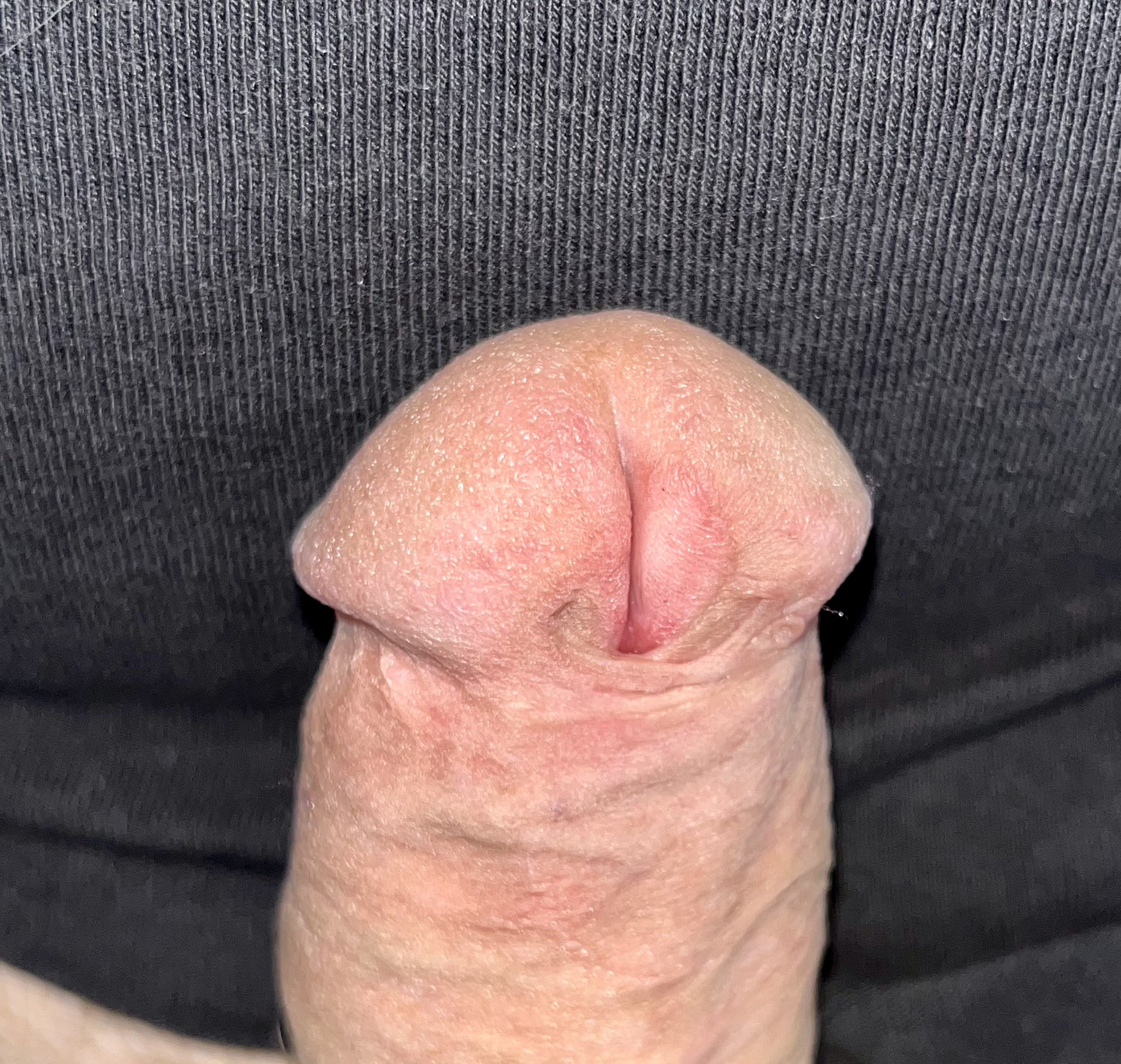
尿道下裂の例（Glanular）
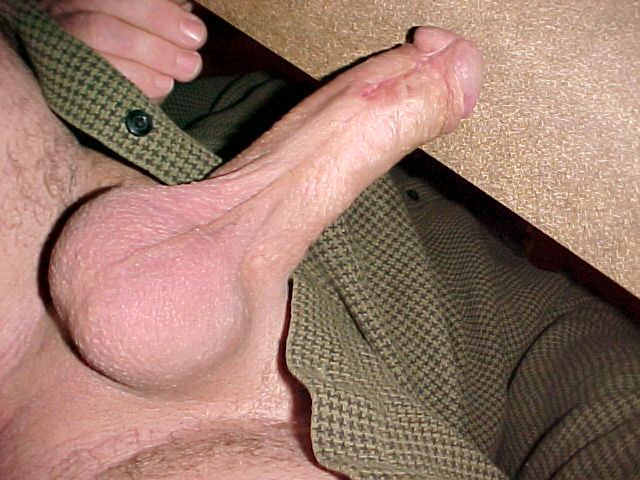
尿道下裂の例（Distal）
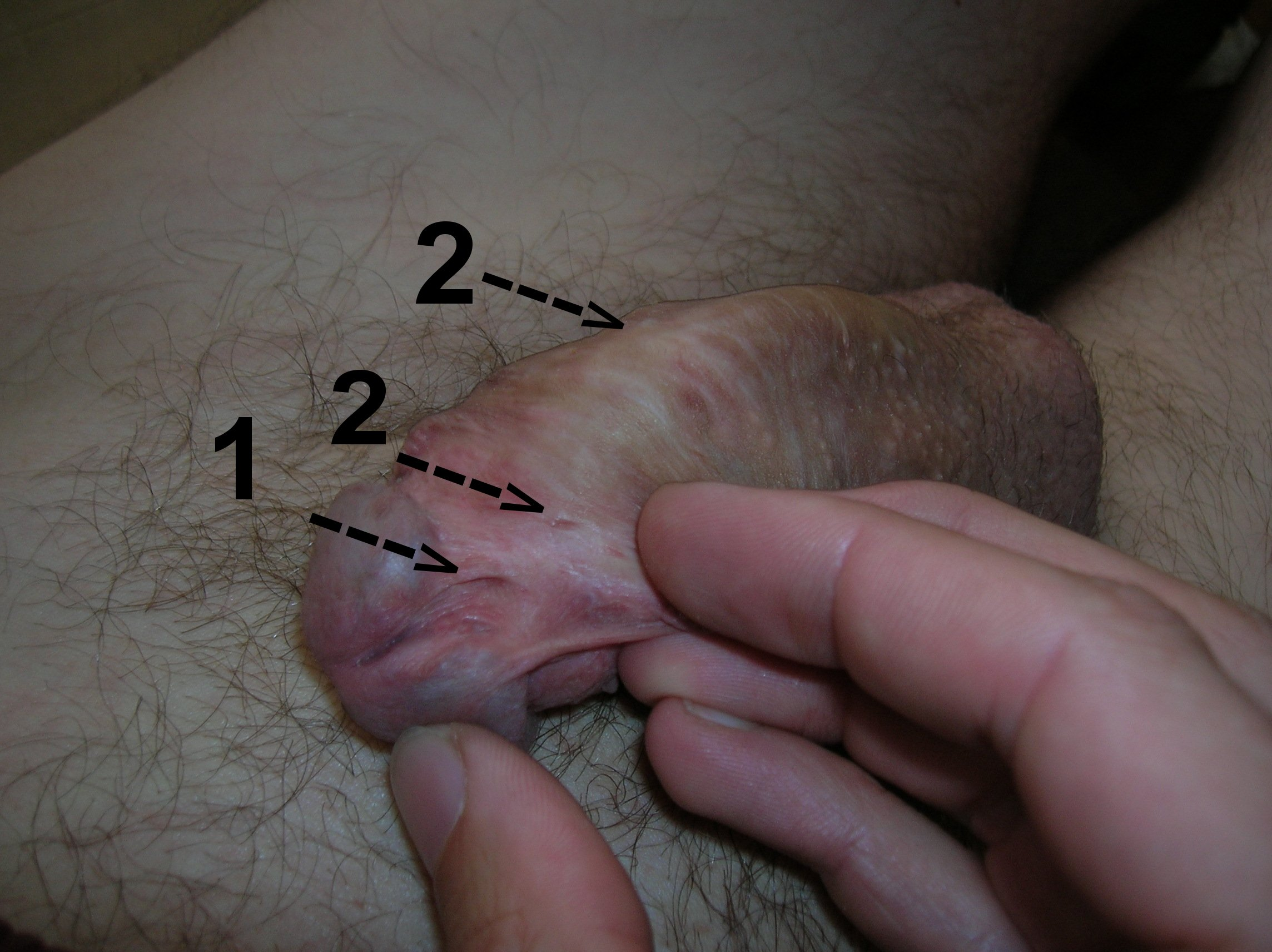
尿道下裂(1) と2つの瘻孔(2)

## 予後
生じる可能性のある問題としては、尿路に瘻孔と呼ばれる小さな穴が開くことなどがある。陰茎の頭部は、尿道下裂の子供では出生時に開いており、手術で尿路の周囲を閉鎖するが、亀頭離開と呼ばれる再開口を起こすことがある。新しい尿道口が瘢痕化して狭窄を生じたり、内部の瘢痕化によって狭窄が生じて、排尿が部分的に妨げられる。排尿時に新しい尿道が膨らむ場合は、憩室と診断される。
殆どの合併症は術後6ヵ月以内に発見されるが、何年も発見されないこともある。一般に、小児期の修復で問題がなかった場合、思春期以降に新たな合併症が生じることは稀である。しかし、陰茎の湾曲が残ったり、陰茎頭部の修復部の破裂による尿の飛散など、小児期に充分に修復されなかった問題が、思春期に陰茎が成長したときに顕著になることがある。
合併症は通常、再手術によって修正されるが、多くの場合、再手術を試みる前に組織が充分に治癒するよう、少なくとも6ヶ月は空ける。割礼でも包皮再建でも結果は同じである。
患者と医師の修復結果に対する満足度は一致せず、全体として、患者の満足度は外科医よりも低かった。
尿道下裂と共に生きることは、困難な精神的障害を齎すことがある。子供の頃に尿道下裂の外科的修復を受けたか否かに拘らず、多くの男性は、学校のトイレやロッカールームで非常に警戒していることが多い。陰茎について話すことはタブー視されることが多いため、この症状に関する苦悩は、感情的な苦痛を複雑にする可能性がある。心配、不安、羞恥心は、生まれつき尿道下裂の成人男性によく見られる。

## 成人
殆どの尿道下裂の手術は小児期に行われるが、時には、尿が飛び散ったり、外見に不満があったりするために、成人が手術を希望することもある。
小児と成人の手術結果を直接比較した処、両者の結果は同等であり、成人でも尿道下裂修復術や再手術が可能であり、充分な成功が期待できる。